# Maubec (Tarn-et-Garonne)
Maubec ist eine französische Gemeinde mit 152 Einwohnern (Stand 1. Januar 2022) im Département Tarn-et-Garonne in der Region Okzitanien. Sie gehört zum Arrondissement Castelsarrasin und zum Kanton Beaumont-de-Lomagne. 
Nachbargemeinden sind Avensac im Nordwesten, Marignac im Norden, Faudoas im Nordosten, Goas im Osten, Le Causé im Südosten, Brignemont im Süden, Sarrant im Südwesten und Solomiac im Westen.

## Bevölkerungsentwicklung
| Jahr                       | 1962 | 1968 | 1975 | 1982 | 1990 | 1999 | 2008 | 2020 |
| Einwohner                  | 251  | 218  | 218  | 191  | 160  | 148  | 142  | 137  |
| Quellen: Cassini und INSEE |      |      |      |      |      |      |      |      |

## Sehenswürdigkeiten
- Kirche Saint-Orens aus dem 15./16. Jahrhundert, Monument historique[1]

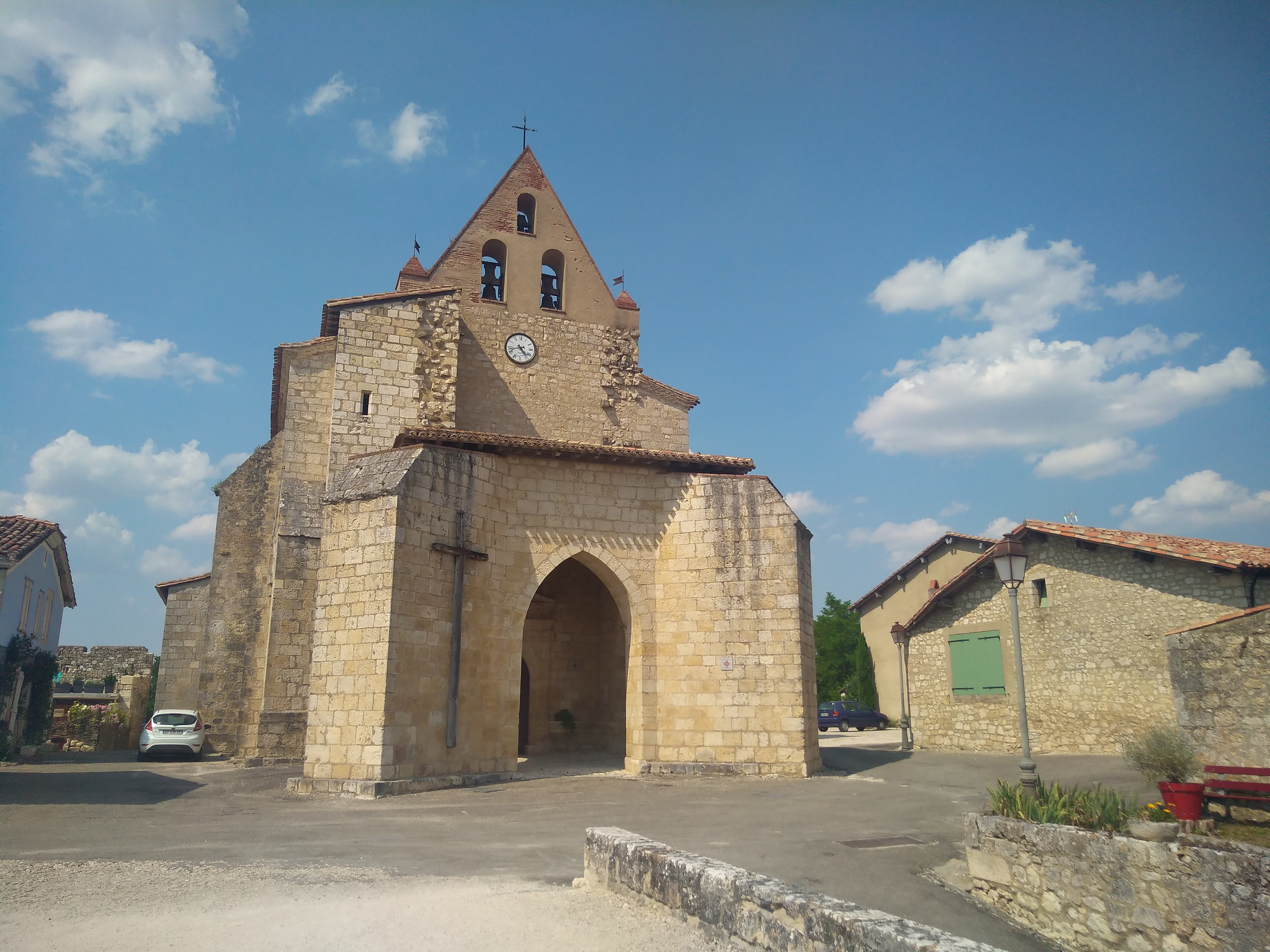
Kirche Saint-Orens